# いわとくパルコ
座標: 北緯40度30分32秒 東経141度29分27秒 / 北緯40.508983度 東経141.490963度
いわとくパルコ（英字表記 iwatoku PARCO）は、八戸市中心市街地の一角を占める、青森県八戸市六日町に所在するテナントビル。2025年3月の営業終了、その後の解体、再開発が決定している。

## 沿革

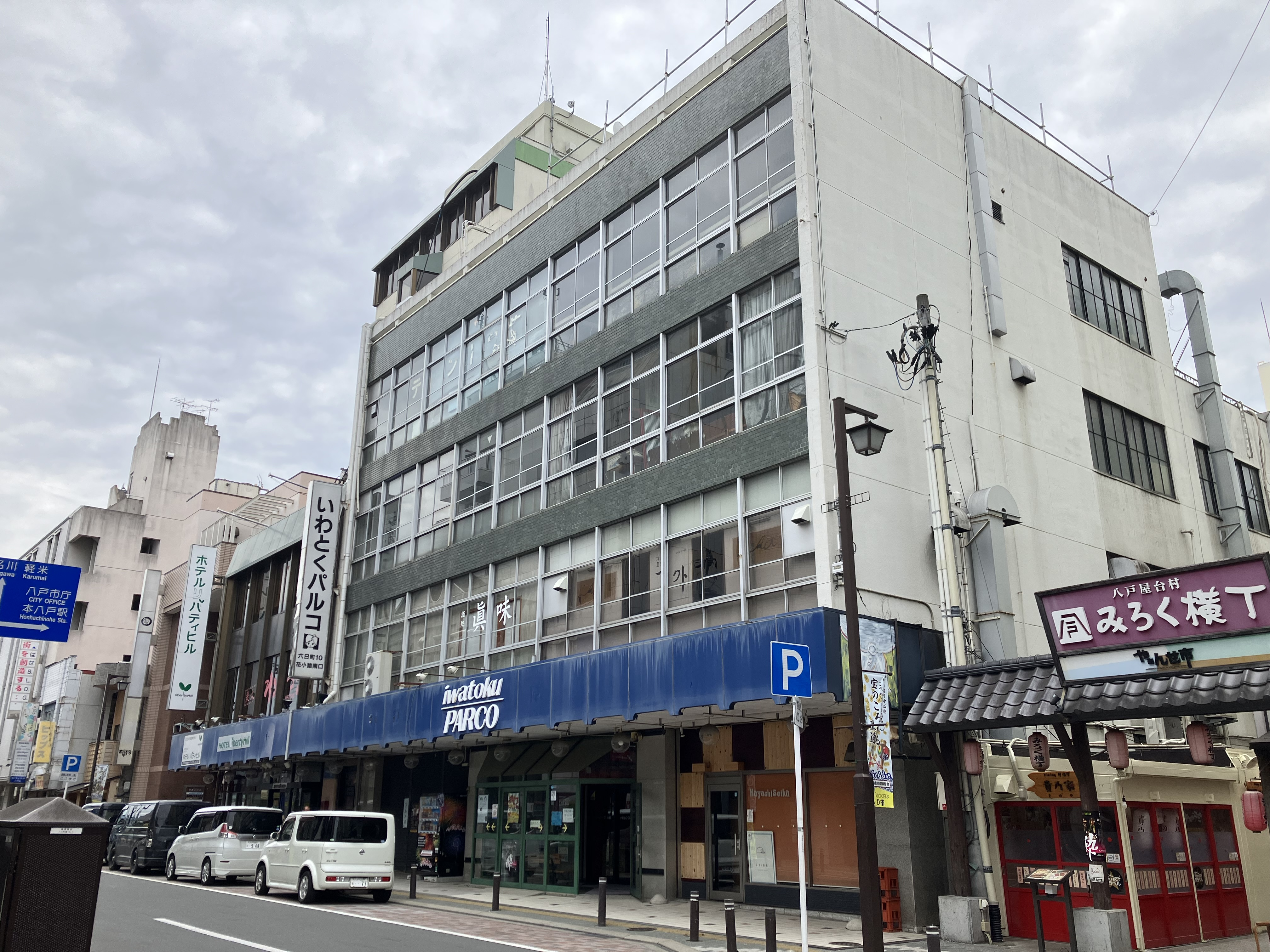
いわとくパルコ。向かって左手（奥）が新館、向かって右側（手前）が本館。2024年9月撮影。

岩徳は、不動産賃貸業の会社として1966年に設立され、同年中に本館を新築し、さらに1974年に隣接地に新館を建てた。本館は4階建て、新館は8階建てである。新館の3階以上には、ホテルサンルート八戸が入っていた。
飲食店を中心に多くのテナントを集めていた。
2017年11月より、新館のホテル部分は、岩徳の系列会社によるホテルリバティヒルにブランドが変わった。
1998年当時の年間売り上げは、およそ1億4000万円ほどあったが、コロナ禍の影響などもあって2021年には8000万円を割り込む水準になっていた。
行き詰まりの直接のきっかけは、経営に当たっていた代表の岩岡徳衛が2021年8月に病に倒れ、関連事業の継承の目処が立たなくなったことにあった。10月には、ホテルリバティヒルが営業を休止した。
岩徳、および、ホテルリバティヒルは、2022年7月26日に青森地方裁判所八戸支部に自己破産を申請し、5人いた岩徳の従業員も全員が解雇された。
この時点で、いわとくパルコには40軒ほどのテナントが入居していたとされる。
2022年11月、地元の建設会社田名部組が、いわとくパルコの土地と建物を取得し、以降2年ほど営業を続けた上で、再開発する意向であることを発表し、一連の所有権移転の手続きは2023年3月に完了した。
田名部組は、いわとくパルコに残るテナントに2025年3月までに退去することを求めて、働きかけた。2025年2月2日には、イベントとして「いわとくパルコフェス」が開催された。2月末の段階でいわとくパルコに残っていた店舗は10店ほどであったが、2025年3月31日をもって閉館となった。
2026年度中には建物が解体され、跡地には2028年春に新しい建物が建設される運びとなっている。